# Festuca pachyphylla
Festuca pachyphylla är en gräsart som beskrevs av Árpád von Degen, Erasmus Iuliu Nyárády, Csürös, Gergely och Pop. Festuca pachyphylla ingår i släktet svinglar, och familjen gräs. Inga underarter finns listade i Catalogue of Life.